# 이석기 내란 선동 사건
이석기 내란 선동 사건(李石基 內亂 煽動 事件, 2013 South Korean sabotage plot)은 "통합진보당의 국회의원 이석기가 통합진보당 경기도당 모임에서 '한반도 전쟁에 대비해 국가 기간시설의 파괴를 위한 준비를 하자'는 등의 발언을 했다"고 국가정보원이 언론에 발표하고 검찰이 "내란을 음모했다"는 혐의로 고발한 사건이다. 최종적으로 내란 음모에 대해 무죄, 내란 선동과 국가보안법 위반에 대해서 유죄를 선고받았으며, 이로 인해 통합진보당이 해산되는 등의 정치적 파장이 일었다.
최초에 국가정보원은 통합진보당 국회의원이었던 이석기를 이석기 의원 주도의 지하혁명 조직(Revolutionary Organization, RO)이 대한민국 체제전복을 목적으로 합법/비합법, 폭력/비폭력적인 모든 수단을 동원하여 이른바 '남한 좌익 혁명'을 도모했다는 혐의로 고발하였다. 국가정보원은 이석기 의원을 형법상 내란 음모와 선동 및 국가보안법 위반 등의 혐의에 대해 수사를 하여 검찰에 송치하였다.
2014년 2월 17일 1심 재판부는 이석기 의원에 대한 내란음모·내란선동·국가보안법 위반 혐의를 거의 대부분 유죄로 인정해 징역 12년에 자격정지 10년을 선고하고 나머지 피고인들에게도 징역 4~7년을 선고하였다. 그러나, 2014년 8월 11일 서울고등법원의 2심 재판부는 내란죄를 저지르기 위한 구체적인 합의가 있었다고 볼 수 없다고 판단하였다. 이에 2심 재판부는 원심을 깨고, 내란음모 혐의는 무죄로 판단하고 내란선동과 국가보안법 위반 혐의만 유죄로 인정해, 이석기에게 징역 9년과 자격정지 7년을 선고하고, 나머지 피고인들에게도 1심보다 형을 낮춰 징역 2~5년을 선고하였다. 이후 2015년 1월 22일 대법원이 이 판결을 확정하였다.
이 사건의 여파로 2014년 12월 19일 통합진보당이 헌법재판소의 위헌정당해산심판 결정에 따라 강제해산되었다. 국제사면위원회에서는 이석기 사건 수감자들을 양심수로 규정하였다.

## 주요 사건 경과

### 2013년
8월 28일 국가정보원은 통합진보당 이석기 의원실 등 18곳을 압수수색하고, 홍순석 통합진보당 경기도당 부위원장, 이상호 경기진보연대 고문, 한동근 통합진보당 수원시위원장 등 3명을 체포했다. 29일 국정원은 내란음모·선동 및 국가보안법 위반 혐의로 이석기 의원 등 4명에 대한 사전구속영장을 신청했다. 30일 수원지방법원은 홍순석 부위원장 등 3명에 대한 영장을 발부했다. 수원지검은 국회에 이석기 의원 체포동의요구서를 전달했다.
9월 4일 국회에서 이석기 의원 체포동의안이 찬성 258표로 통과됐다. 같은 날 국정원은 이석기 의원을 강제 구인해 수원남부경찰서 유치장에 구금했다. 5일 수원지방법원은 이석기 의원에 대해 구속영장을 발부했다. 20일 검찰은 이석기 의원의 구속시한을 연장했다. 24일 국정원은 국가보안법 위반 혐의로 안소희 파주시의원을 압수수색했다. 25일 수원지검은 홍순석 부위원장 등 3인을 내란음모·국가보안법 위반 혐의로 구속기소했다. 26일 수원지검은 이석기 의원을 내란음모 등 혐의로 구속기소하고 중간수사결과를 발표했다. 같은 날 수원지방법원은 이석기 의원 사건을 형사 12부(부장판사 김정운)에 배당했다.
10월 1일 수원지검은 조양원 사회동향연구소 대표, 김홍열 통합진보당 경기도당 위원장, 김근래 통합진보당 경기도당 부위원장 등 3명을 추가 구속했다. 8일 법원은 '녹취록' 기사 게재금지 가처분 신청을 기각했다. 14일은 첫 공판준비기일이 열렸다. 24일 수원지검은 조양원 대표 등 3인을 추가 기소했다.
11월 4일 통합진보당 정당해산청구안이 국무회의를 통과했다. 21일, 22일, 25일 국정원 협조자인 이모씨에 대한 증인신문이 열렸다.
12월 26일 검찰은 국가보안법 위반 혐의로 이석기 의원을 추가 기소했다.

### 2014년
1월 24일, 27일, 28일 이석기 의원 등 7명에 대한 피고인신문이 진행됐다.
2월 3일 검찰은 이석기 의원에 징역 20년, 자격정지 10년을 구형하고, 나머지 피고인 5명에 징역 10~15년, 자격정지 10년을 구형했다. 17일 1심 재판부는 이석기 의원에 징역 12년과 자격정지 10년 선고했고, 내란음모·선동 혐의에 대해 유죄를 인정했다. 20일 홍순석 부위원장이 항소했다. 21일에는 이석기 의원 등 나머지 피고인 6명 모두 항소했다.
3월 7일 서울고등법원은 이석기 의원 등 사건을 형사9부(부장판사 이민걸)에 배당했다.
4월 13일 항소심 첫 공판준비기일이 열렸다.
6월 2일에 국정원 협조자인 이모씨가 항소심에도 증인으로 출석했다. 16일에는 안재구 전 경북대 수학과 교수가 전문가 증인으로 출석했다. 30일에는 한홍구 성공회대 교수가 전문가 증인으로 출석했다.
7월 7일에는 '5.12 강연 녹음파일'을 법정에서 직접 재생해 녹취록을 검증했다. 14일에 항소심 재판부는 양측 '내란음모' 법리 견해를 청취했다. 22일에는 항소심 피고인 신문이 진행됐다. 27일에 4대 종단 최고위 성직자들이 이석기 '선처' 탄원서를 제출했다. 28일 검찰은 원심과 같이 이석기 의원에 징역 20년과 자격정지 10년을, 나머지 피고인 5명에 징역 10~15년과 자격정지 10년을 구형했다.
8월 11일 항소심 재판부는 이석기 의원에 대해 '내란음모 무죄, 내란선동 등 유죄'로 징역 9년, 자격정지 7년을 선고했다. 22일 이석기 의원 측은 대법원에 상고이유서를 제출했다.
12월 19일 헌법재판소는 통합진보당 정당해산 및 소속 국회의원 전원 의원직 상실을 결정했다.

### 2015년
1월 19일 대법원은 상고심 선고기일을 지정했다. 22일 대법원 전원합의체는 이석기 전 의원에 대해 '내란선동'으로 징역 9년 원심을 확정했다.
6월 24일 '이석기 의원 내란음모사건' 피해자 한국구명위원회가 출범했다. 이 단체의 공동대표는 강병기, 김성근, 김한성, 박래군, 유시경, 정진우, 조순덕, 최재철, 퇴휴, 한충목이 맡았고, 권오헌, 김상근, 박순경, 이창복, 정동익, 조영건, 함세웅이 고문으로 있다.

### 2019년
6월 5일 이석기 전 의원 등 통합진보당 의원들이 법원에 재심을 청구했다. '사법 정의 회복을 위한 내란음모 조작사건 재심청구 변호인단'은 서울 서초동 법원 청사 앞에서 이 전 의원 등 7명에 대한 재심청구 기자회견을 열었다. 재심을 청구한 사람은 ‘사법정의 회복을 위한 내란음모 조작사건 재심청구 변호인단’(약칭 내란재심변호인단)이다. 변호인단장은 민변 회장 출신 최병모 변호사(70)다. 민변 창립 멤버로 ‘원로’ 소리를 듣는 그가 변호인단장을 자청했다.

## 주요 사건 과정

### 국정원의 사전 내사
국정원은 2010년부터 이석기 및 주변인물들의 내란 예비음모, 국가보안법상 찬양이나 고무 혐의에 대한 내사를 벌여오다가 법원으로부터 압수수색영장을 발부받아 압수수색을 진행했다. 압수수색 영장 집행대상자는 이석기 통합진보당 의원, 우위영 전 대변인, 김홍열 경기도당 위원장, 김근래 경기도당 부위원장, 홍순석 부위원장, 이상호 경기진보연대 고문, 이영춘 민주노총 고양파주지부장, 조양원 사회동향연구소 대표, 한동근 전 수원시위원장, 박민정 전 중앙당 청년 위원장 등 10명이다. 국정원은 사전에 통신허가를 받아 이석기 의원 등의 비밀회동을 감청하면서 수년간 증거를 수집해왔다.

### 이석기의원 체포동의안 처리
국회는 2013년 9월 2일 오전 10시 10분 박근혜 대통령이 재가한 정부의 이석기 의원 체포동의안을 접수했다. 여야는 이날 정기국회 개원일인 9월 2일 본회의를 열고 정부가 제출한 체포동의안을 본회의에 보고했다. 체포동의안은 국회법상 본회의 보고 24시간 이후 72시간 이내에 표결토록 하고 있다. 강창희 국회의장은 오후 2시 40분쯤 정기국회를 9월 2일~12월 10일간 여는 회기 결정안을 상정하였으며 곧바로 표결에 부쳐졌다. 재석 264명중 찬성 255명, 반대 2명, 기권 7명으로 가결됐다. 통합진보당 김미희, 김재연 의원이 반대했다. 민주당 문재인, 이인영, 김용익, 도종환, 유성엽, 은수미, 임수경 의원은 기권했다. 심상정 의원 등 정의당 의원
5명은 찬성했다. 이석기 의원은 재석 버튼을 누르지 않고 표결에 불참했다.
2013년 9월 4일 국회는 본회의를 열어 통합진보당 이석기 의원에 대한 체포동의요구서를 재석의원 289명 가운데 찬성 258명, 반대 14명, 기권 11명, 무효 6명 등으로 통과시켰다. 제헌 국회부터 이날 본 회의까지 가결된 현역 의원 체포동의안은 총 12건인데 이 가운데 내란음모 혐의와 관련된 사례는 이번이 헌정 사상 처음이다.

### 국정원 및 검찰 수사
이석기 의원은 9월 6일부터 9월 12일까지의 국정원 조사 기간 내내 진술거부권을 행사하였고 9월 13일 검찰에 송치되었다. 통합진보당 우위영 전 대변인과 김근래 경기도당 부위원장도 9월 11일 국정원에 출두하여 조사를 받았지만 두 사람 모두 진술을 거부하였다. 이와 함께 국정원은 통합진보당 김미희, 김재연 의원이 RO 회합에 참석한 것으로 보고 소환방침을 결정하고 RO 연계성을 확인하기 위해 최근 1년간 통화내역과 기지국 위치 등을 수사하고 있다.
검찰은 9월 25일 통합진보당 홍순석 경기도당 부위원장과 이상호 경기진보연대 고문, 한동근 전 수원시위원장 등 3명을 내란음모 및 국가보안법 위반 혐의로 기소했다.

검찰은 9월 26일 오전 이석기 의원을 형법상 내란음모 및 선동, 국가보안법상 찬양고무(이적동조)로 기소했다. 이로써 국가정보원과 검찰은 내란음모 사건과 관련, 모두 16명을 압수수색하고 이 가운데 이 의원 등 4명을 구속기소했다. 나머지 관련자에 대해서도 소환조사가 계속되고 있어 기소대상은 계속해 늘 것으로 보인다.

### 통합진보당 측의 혐의 사실에 대한 반박
통합진보당은 2013년 8월 31일 오후 3시 서울 서초구 내곡동 국정원 앞에서 이석기 의원 등 자당소속 인사들의 내란음모 혐의 사건과 관련 규탄집회를 열었다. '국정원 내란음모 조작, 공안탄압 규탄대회'라는 이름으로 열린 이날 집회에는 이석기 의원, 이정희 대표, 오병윤 원내대표 등 3천여명(주최측 추산, 경찰은 1,500여명 추산)이 참석했다. 이정희 대표는 이자리에서
"이번 사건은 날조된 모략극"이라며 "허위사실 유포를 중단하고 동영상이 있다면 편집없이 공개해야 한다."고 요구했다.
이정희 진보당 대표는 9월 4일 국회에서 기자회견을 갖고 "한두 사람의 총기 탈취 및 시설 파괴에 대한 언급은 있었지만, 불가능하다는 걸 잘 알기 때문에 농담처럼 말하거나 누군가 말해도 웃어넘긴 것이었다."고 말했다. 또 '총은 부산에 가면 있다.'는 발언에 대해서도 "당사자는 농담으로 한 말인데 발표자가 마치 진담인 것처럼 발표했다고"고 주장하였다.

이석기 의원은 9.4 체포동의안 처리를 앞두고 진행된 본회의 신상발언에서 “뉴욕타임스도 저에 대한 내란음모죄 수사를 유신시대 정치적 반대자들에 대한 탄압과 비교해 보도했다.”고 주장했다.
이정희 대표는 이석기 의원의 검찰 기소와 관련하여 9월 27일 "검찰이 정치권력의 시녀라는 비판도 모자라게, 이제 국정원의 하급기관으로 전락했다.”면서 “국정원에 의해 매수당한 프락치로부터 불법적으로 취득한 녹취물 외에 아무런 증거도 없다.”며 반박했다.

## 쟁점과 재판 결과

### 북과 연계 했다?
언론에서 보도되었던 밀입북, 북한 공작원과 해외 접촉, 북한 공작원과 통화, 북한 공작원과 이메일을 주고 받은 것, 북한 잠수함 지원 방안 논의는 입증되지 못했고, 국정원이나 검찰이 직접 주장한 바가 없었다.
사건 초기 많은 언론은 수사당국을 출처로 이석기 의원이 북한과 연계를 맺고 활동해왔다는 보도를 했다.
2013년 8월 30일 국민일보는 지면 1면에 내란음모 혐의 수사의 핵심 대상인 경기동부연합 인사 6~7명이 2011년 이후 최소 2차례 밀입북한 정황을 포착해 공안당국이 수사 중이라는 보도를 했다. 문화일보는 2013년 9월 3일 이석기 의원이 2005년, 2007년 두 차례 북한을 방문했고, 김근래 부위원장과 조양원 대표도 방북한 사실이 3일 확인됐다는 보도를 했다. KBS는 2013년 9월 10일 RO 조직원들이 재미교포를 통해 우회적으로 북한측과 접촉한 정황을 포착했다는 보도를 했다.
언론의 이와 같은 보도는 체포동의안이 처리된 이후에는 거의 없어졌다. 이후 검찰 수사발표, 공소장에는 북한과 연계됐다는 내용은 없었다. 공판 과정에서 해당 질문에 대해 검사는 수사 중이라고 답했으나 1심 공판을 마치며 검찰이 중형을 구형한 이유 중 하나는 북한과 연계가 없기 때문에 더 위험하다는 것이었다.

### 지하혁명조직 RO
검찰 공소장의 반 정도는 RO에 대한 내용이었다. 그러나 검찰은 RO 혐의로는 기소하지 못했고, 유일한 증거는 국정원 협력자 이모씨의 증언이었으나 법원은 내용의 진실성이 문제된다며 RO의 존재를 인정하지 않았다.
2013년 8월 31일 조선일보는 RO 조직원들의 가입선서를 기사로 보도했다. 2013년 11월 11일 문화일보는 이석기 의원 경호팀이 전쟁상황을 가정하고 8시간 혹한기 산악 훈련을 했다는 보도를 했다. 2013년 11월 23일 조선일보는 RO 조직원 60여명이 백두산 김일성 유적지를 방문했다는 보도를 했다. 2013년 11월 30일 조선일보는 통합진보당 시도 지역위원장 32명도 RO 조직원이라는 보도를 했다.
위 보도들과 같은 내용으로 위의 보도 내용에서 RO 조직원의 가입식은 증거로 입증되지 못했고, 경호팀의 산악훈련에 대한 내용은 검찰측 증인이었던 국립공원관리공단 직원이 여느 등산객과 달라보이지 않았다는 증언을 했다. RO 조직원의 김일성 유적지 방문은 가족 동반 백두산 트래킹으로 판명됐고, 통합진보당 지역위원장 32명도 RO 조직원이라는 내용도 국정원 협력자의 진술만으로 입증되지 못했다.

### 폭동을 음모했다.
법원은 회합 참가자들이 위의 보도와 같은 폭동, 내란을 합의하지 않았다고 판단했다. 5.12 강연 이후에도 내란, 폭동을 준비하는 사후행위도 없다고 판단하여 내란음모 혐의에 대해 무죄판결을 했다. 다만, 대법원 판례(2014도10978)에 기재된 상 피고인들의 대화를 보면 “물질기술적, 총은 어떻게 준비하느냐? 인터넷에는 사제폭탄 사이트가 굉장히 많다. 심지어는 지난 보스턴 테러에 쓰였던 압력밥솥에 의한 사제폭탄 매뉴얼도 공식도 떠있다. 관심 있으면 보이기 시작한다.”, “ 후 무장의 필요성, 총을 준비하는 것에 대한 의견도 나왔고, 재주가 있는 사람이 있으면 만들 수 있다고 하면서 총과 폭탄의 제조 문제를 논의하였으며, 이러한 집단적인 논의를 통 해, 탈취나 무기 제작, 통신선 파괴 등 어떤 임무가 주어질지 모르지만, 자신의 목숨을 내놓아야 하는 상황에 대한 필승의 신념을 확인하게 된다.”, “타겟이 정 해지는 경우 이에 대한 물리적인 타격도 중요하지만, 이를 효과적으로 수행하기 위해 서는 그곳에 종사하는 사람을 포섭하여 그로 하여금 이를 수행하게 하거나 자신들을 안내하도록 하는 것도 중요하다.” 등 수없이 대한민국의 자유민주주의적 정치체제 및 헌법의 존립을 참절하려는 의도가 다분하다는 사실을 알 수 있다. 이러한 피고인들의 목적 및 의도를 보았을 때 총기 및 포탄을 제조하는 등의 직접적인 후속 행위를 하였을 것이라는 예상도 가능하다.

2013년 8월 28일 문화일보는 이석기 의원이 조직원들에게 유사시에 대비해 총기를 준비하라는 지시를 했다는 보도를 했다. 2013년 9월 3일 중앙일보는 이석기 의원이 이끄는 RO가 국가 기간시설 타격을 위한 사전준비를 했다는 보도를 했다. 2013년 9월 5일 동아일보는 RO 조직원의 PC에 폭탄제조법이 있었다는 보도를 했다.

## 판결
1심 재판부는 2014년 2월 17일 1심 재판에서 이석기에게 징역 12년과 자격정지 10년을, 나머지 피고에게도 각각 징역 10년 이하와 자격정지 10년 이하를 선고했다. 그러나 항소심 재판부는 회합 참가자들에게 실제 내란죄를 저지르기 위한 구체적 합의가 있었다고 보기 어렵다는 이유로 내란음모 혐의에 대해 무죄판결하고, 지하혁명조직 RO의 존재를 인정하지 않았다. 반면 내란선동죄는 폭넓게 인정하면서 이석기와 김홍열의 내란선동 혐의는 유죄로 판단했다. 이 과정에서 대법관 3인은 내란선동도 무죄라는 의견을 밝혔다. 대법원은 양쪽의 상고를 기각했다.
주요 판결 내용이다. 대법원이 지하혁명조직 RO의 존재를 인정하지 않은 이유는 다음과 같다. 검찰은 공소사실에 강령과 목적, 지휘통솔체계, 조직보위체계를 갖춘 지하혁명조직 RO가 존재하고, 피고인들을 비롯하여 회합에 참석한 130여 명이 지하혁명조직 RO의 구성원이라고 주장했다. 그러나 대법원은 이의 구성요건이 엄격한 증명에 의해 인정되어야 하는데, 검찰이 증거로 제시한 증인의 증언이 전문법칙을 적용했을 때 내용의 진실성이 문제되며, 제출된 녹음파일과 압수문건은 내용의 진실성과 관계없는 정황증거로 사용하는 것을 넘어서서 지하혁명조직 RO의 존재를 입증할 직접증거로 사용할 수는 없다고 판단했다.
대법원은 검찰이 공소사실에 제기한 내란음모 혐의에 대해서도 무죄판결을 했고, 그 이유는 다음과 같다. 첫째, 피고인들을 비롯하여 이 사건 각 회합 참석자들이 회합 이전에 조직 차원에서 내란을 사전 모의하거나 이를 위한 준비행위를 하였다고 인정할 증거가 없다. 둘째, 오히려 5.10 회합에 참석자 일부가 아이를 데리고 오거나 피고인 중 한 명이 늦게 온 것 등은 내란을 모의하는 사람들의 태도로 보기 어렵다. 셋째, 각 권역을 대표하여 토론결과를 발표한 참석자들의 발언은 해당 권역 토론 시 나왔던 의견들을 요약한 것일 뿐 그것이 토론결과를 발표한 참석자 자신의 생각과 동일하다고 단정할 수 없다. 넷째, 질의응답이나 남부권역 토론 외에는 이 사건 각 회합의 참석자 대부분이 이 사건 회합 당시 구체적으로 어떤 발언이나 태도를 확인할 자료가 없다. 다섯째, 남부권역의 토론에 있어서도 여러 참석자들이 생각나는 대로 국가기간시설의 파괴 등 갖가지 폭력적인 행위에 대하여 논의하였으나 합의라고 볼 만한 내용이 없고 심지어 회의적인 반응도 있었다. 여섯째, 피고인들을 비롯한 이 사건 각 회합의 참석자들이 그 이후 국가기간시설 파괴 등 폭력적 방안을 실행하기 위한 추가 논의를 하였다거나 준비행위를 하였다고 볼 만한 증거도 없다. 이러한 점들을 내란음모죄에 관한 법리에 비추어 살펴봤을 때, 피고인들을 비롯한 이 사건 회합 참석자들이 형법상 내란음모죄의 성립에 필요한 '내란범죄 실행의 합의'를 하였다고 할 수 없다고 판결했다.
내란선동에 대해서는 유죄판결이 났으나 전원합의체 소수의견에서 대법관 3인은 내란선동에 대해서도 무죄라고 판단했다. 그 이유는 다음과 같다. 형법 제90조 제2항이 규정한 내란선동죄에서의 '선동'은 단지 언어적인 표현행위일 뿐이므로 내란음모죄와 마찬가지로 그 행위에 대한 평가 여하에 따라서는 적용범위가 무한히 확장될 가능성이 있고, 그러한 경우에는 표현의 자유를 위축시키고 죄형법정주의 원칙에도 위배될 우려가 크다. 그럼에도 형법은 내란선동죄를 내란음모죄와 동일한 법정형으로 규정하고 있는 점에서, 내란선동죄는 내란음모죄에 상응한 정도의 위험성이 있는 경우에 한하여 그 범죄 성립을 인정하여야 하고, 그 구성요건을 객관적인 기준에 의하여 더욱 엄격하게 해석해야 한다는 것이다. 절대다수의견은 내란음모죄로 처벌할 수 없지만 내란 결의를 유발하거나 증대시킬 위험성만으로 내란선동죄로 처벌할 수 있다고 하였는데, 내란음모죄의 구성요건은 충족하지 못했는데 별도의 특별한 구성요건의 충족 없이 곧바로 내란음모죄와 법정형이 동일한 내란선동죄로 처벌할 수 있다는 것이어서 납득할 수 없다는 것이다. 검찰의 공소사실은 피고인들이 내란선동죄를 범하였다고 했지만, 첫째, 내란선동죄를 적용받은 이석기, 김홍열이 폭동을 선동하거나 피고인들이 이를 통모하였다고 볼 수 없다. 둘째, 이석기, 김홍열이 선동하고 피고인들이 통모하였다는 폭동의 내용은 내란죄의 구성요건을 이루는 폭동에 해당한다고 보기 어렵다. 셋째, 이석기, 김홍열이 폭동을 선동하거나 피고인들이 이를 통모함으로 인한 내란 실행의 실질적 위험성이 있다고 보기 어렵다. 넷째, 검사가 제출한 모든 증거를 보더라도 내란을 음모하였다는 공소사실은 물론 이석기, 김홍열이 내란을 선동하였다는 공소사실 역시 합리적인 의심을 할 여지가 없을 정도로 증명되었다고 볼 수 없다. 때문에 다수의견이 내란선동죄를 인정한 결론은 이석기, 김홍열에 대한 처벌의 필요성을 내세워 내란선동죄의 구성요건을 허용되지 아니하는 범위까지 완화하거나 확장하여 해석·적용하고 엄격한 증명에 의하지 아니한 채 이석기, 김홍열의 행위를 내란선동죄의 구성요건에 해당한다고 인정한 것으로 받아들이기 어렵다고 밝혔다.
2013년 8월과 9월 국가정보원이 국회 의원회관 사무실 등을 압수수색하고 이석기 전 의원을 구인하는 과정에서 이석기 의원의 비서 유모씨 등 5명이 국가정보원 직원을 폭행하고 수색을 방해해 기소(특수공무집행방해)되어 1. 2심은 “국정원의 압수수색이나 구인 영장 집행에는 문제가 없었다”며 전원에게 유죄를 선고했고 2017년 6월 23일 대법부 3부(주심 박보영 대법관)는 상고심에서 “국정원 직원들이 압수수색검증영장을 집행하기 위해 사무실로 진입하려 했으나 통진당 관계자들이 이를 방해했다”며 “통진당 관계자들을 제지한 행위가 적법한 공무 집행에 해당한다”는 이유로 징역 6개월~1년에 집행유예 2년을 선고한 원심판결을 확정했다고 밝혔다. 함께 기소된 당원 황모씨 등 18명도 원심과 동일하게 200만~300만원의 벌금이 확정되었다.

## 각계 반응

### 정치계
민주당 의원들은 2013년 9월 2일 체포동의안을 보고받기 위한 국회 본회의를 앞두고 개최한 의총에서 “이석기와 거리를 두고 선을 확실히 그은 것은 매우 잘한 것”(원혜영 의원),“이 시점에 동정론은 위험하다.”(설훈 의원), “이석기류의 생각은 향후 집권에 전혀 도움이 되지 않는다.”(김성주 의원)면서 거의 대부분 체포동의안 처리가 조속히 이뤄져야 한다는 발언을 했다.
김한길 민주당 대표는 9월 8일 "이석기 의원이 헌정파괴를 모의한 것이 큰 죄라면, 국정원이 조직적으로 개입해서 헌정파괴를 실행한 것은 더 큰 죄"라고 주장했다. 민주당 조경태 최고위원은 9월 9일일 오전 민주당 최고위원회의에서 “이석기를 옹호할 의도로 체포동의안에 반대표를 던진 여야 의원들은 빨리 커밍아웃해야 한다.”고 말했다.
이석기를 포함한 진보당 관계자 4명이 검찰 조사를 마치고 수원지법에 기소되자 여야는 이석기 제명안 처리를 놓고 상반된 입장을 보여주고 있다.
새누리당 최경환 원내대표는 9월 27일 "민주당은 이처럼 중대한 일을 재판결과를 지켜보자며 소극적으로 나오고 있다"며 "민주당은 이석기 의원의 원내 진입 책임에 자유롭지 못한 정당이다. 제1야당이라면 이석기 제명안 처리에 적극 협조해야 한다"고 압박했다.

반면 민주당 전략홍보위원장인 민병두 의원은 "이 의원의 강연내용은 일단 사실로 보지만 나머지 증거의 증거능력에는 여러 가지 의문이 제기되고 있다"며 '이석기 징계안' 즉시 처리에는 부정적이라는 의중을 내비쳤다.

### 시민단체의 반응
대학생 안보전략연구회, 대학생 시사교양지 바이트(극우계열), 미래를 여는 청년포럼, 북한인권청년연합, 시대정신 청년위원회 등 6개 단체는 9월 8일 오후 서울 동작구 대방동 통합진보당 당사 앞에서 기자회견을 열고 “통합진보당은 자진 해산하라”고 주장하면서 “통합진보당은 적의 편에서 적과의 내홍을 도모하고자 했던 내부의 적”이라고 비판했다.
9월 5일 탈북자 단체들이 (통진당 해산) 청원서한을 황교안 법무장관에 전달한 데 이어 9월 10일에는 스스로 애국단체라고 표방하는 {국민행동본부(본부장 서정갑)}가 10만 명이 넘는 사람들의 서명을 받아 (통진당 해산 청원서)를 제출하였다.
진보연대, 농민회총연맹, 노동자연대 다함께, 서울민권연대 등 좌파 성향 단체 대표 30여명은 8월 30일 모여 '국정원 내란 음모 조작 공안 탄압 규탄 대책위원회'를 구성하고 기자회견을 열었다.
전농 부경연맹, 경남여성연대, 경남장애인연대, 경남민예총, 경남고용복지센터, 열린사회희망연대, 경남민권연대, 경남장애인인권포럼, 마창진환경연합, 한 살림경남, 가톨릭여성회관, 전교조 경남지부, 6·15공동선언실천 경남본부 등 55개 단체가 경남지역 시민사회단체와 개인 등은 9월 12일 '국가정보원 내란음모 정치공작 공안탄압 저지 경남대책위'를 결성하였다.
한국YMCA 이필구 정책사업국장은 9월 4일 “통진당 사태는 NL(민족해방) 주사파 등 과거 1970·80년대 운동권의 사고를 버리지 못했기 때문에 벌어진 일”이라고 설명했다. 그는 “이석기 의원 사태는 대한민국 헌법과 법률상, 국민정서상 받아들일 수 없다. 공당인 통진당이 스스로 정리해야 한다.”고 강조했다.
경제정의실천시민연합(경실련)은 9월 3일 성명을 내고 “이석기 의원과 통진당은 적극적으로 수사에 협조해 진실을 규명하라”고 촉구했다. 경실련은 “이 의원의 책임 있는 해명과 대국민 사과, 관련자에 대한 제명 등 당 차원의 조치를 취해야 한다.”고 강조했다.
한국외대 커뮤니티 '훕스라이프(Hufs Life)'에는 8월 31일부터 '시국선언했으면 좋겠습니다'는 글이 실렸다. 작성자는 “외대 학생들이 시국선언을 해 이석기·김재연·임수경 등 '친북 종북 3인방'을 배출했다는 오명을 벗어야 한다”고 호소했다.

### 해외
국제앰네스티는 2015년 2월 25일 연례 인권보고서를 통해 이석기 사건에 대해 표현의 자유를 침해한 대표적인 사건으로 규정했다. 이어서 6월 25일에 미국 국무부도 연례 인권보고서를 통해 세계인권선언이나 주요 인권협약을 위반하는 "자의적 체포, 구금"이라고 했다.

### 출판계
- 도서출판 '말'에서 2016년 10월에 27년차 다큐멘터리 작가인 문영심이 쓴 《이카로스의 감옥 ‘이석기 내란음모 사건’의 진실》을 출판했다.

## 같이 보기
| - 민족민주혁명당 사건 - 인민혁명당 사건 - 일심회 사건 - 왕재산 사건 - 사회주의노동자연합 - 오세철 - 통합진보당 - 통합진보당 부정 경선 사건 - 통합진보당 해산심판 사건 - 국가정보원 - 국가보안법 |